# Emelie Ölander
Emelie Lina Signe Rose-Marie Zaar Ölander, född 23 juni 1989 i Ystad, är en svensk tidigare fotbollsspelare (back). Hon debuterade i svenska landslaget 2009. 

## Fotbollskarriär

### Ungdomspel och debut i Damallsvenskan
Ölander började spela fotboll som femåring i i Malmö FF Dam och gick igenom de individuella ungdomslagen. Där upptäckte funktionärerna i Svenska Fotbollförbundet henne och kallade henne för första gången i november 2004 till ett träningsläger för ett U15 Sydsvensk lag. Året därpå deltog hon i ett träningsläger för U-16-landslaget, men i årets förstalandskamp, ett 0-3-nederlag mot det tyska U-16-uttaget, var hon inte en del av truppen. Hon debuterade i U-17 landslaget den 12 maj 2006 i en match mot Finlands U17-landslag som spelades i en fyrlandsturnering med Finland, Norge och Danmark.
Undersäsongen 2007 i Damallsvenskan flyttade Ölander upp till A-lagstruppen i Malmö FF Dam som nu döpts om till LdB FC Malmö och debuterade i damallsvenskan. Hon var kompletterande spelare och användes oregelbundet under sina två första år. Samtidigt etablerade hon sig i ungdomslagen, där hon även spelade i de äldre åldersgruppernas lag. Med U-19-valet deltog hon sommaren 2008 vid EM i Frankrike, där  laget förlorade semifinalen mot de senare mästarna från Italien.

### Byte av klubb- och landslagsdebut
Efter att Ölander inte fått speltid i LdB FC i Damallsvenskan vill hon byta klubb och hon anslöt sig  till AIK i början av 2009. Före säsongen kallade förbundskaptenen Thomas Dennerby in försvararen i landslagstruppen till Algarve Cup. Hon debuterade i första halvlek i öppningssegern med 5–1 mot det norska landslaget.  Samtidigt spelade hon i det svenska U23-laget som tränades av Malin Andersson, som hon deltog i Nordic Cup med. Efter att ha använts oregelbundet i seniorlandslaget var hon en del av Sveriges utökade trupp till dam-EM 2009 i Finland. Emelie Ölander är känd för sin robusta och konsekventa spelstil,  hon hade god fysik och ett energiskt spel som sin styrka.
2011 började hon spela för KIF Örebro men drabbades av en fotledsskada som efter komplikationer tvingade henne att avsluta sin fotbollskarriär.

## Efter fotbollskarriären
Utöver studierna vid Stockholms universitet har Ölander också frilansat som återkommande gäst i Radiosportens Fotbollsarena och kommenterat svensk och internationell fotboll men också könsroller inom fotbollen. Hon har även kommenterat bland annat Premier League hos Canal+ och även gästspelat hos Robert Laul under fotbolls-VM i Sydafrika.
Den 24 augusti 2013 debuterade Ölander som kommentator i TV4. Våren 2014 blev hon sportkrönikör i tidningen Expressen och GT Hon slutförde 2013 sin utbildning som fil. kand. med ekonomi och marknadsföring som huvudämne. 2017 blev hon mediaansvarig för damlandslaget. Sedan 2020 är hon expert hos Discovery.

## Meriter
- Algarve Cup 2009